# فتوای سید علی خامنه‌ای درباره منع ساخت سلاح هسته‌ای
فتوای سیدعلی خامنه‌ای دربارهٔ منع ساخت سلاح هسته‌ای به فتوایی صادره از سید علی خامنه‌ای، رهبر جمهوری اسلامی ایران گفته می‌شود که در آن، رهبر ایران کاربرد سلاح هسته‌ای و انواع دیگرِ سلاح‌های کشتار جمعی همانند سلاح‌های شیمیایی و میکروبی را حرام می‌داند. این فتوا در تاریخ ۲۱ آذر ۱۳۸۹ صادر شده‌است. وی تاکنون چند مرتبه در سال‌های پیش و طی سخنرانی‌های رسمی و عمومیِ خود پیرامون حرام بودنِ تولید و به‌کارگیری از این نوع سلاح‌های اتمی اشاره کرده‌است.
به گزارش بی‌بی‌سی: «رهبر جمهوری اسلامی با اشاره به دیدگاه کسانی که می‌گویند سلاح هسته‌ای بسازیم اما استفاده نکنیم، گفته که چنین کاری اشتباه است، چرا که هزینه دارد و طرفهای ایران هم می‌دانند که از این سلاحها استفاده نخواهد شد.» وی گفت: پس هیچ دلیلی وجود ندارد که برای ساخت و نگهداری سلاحی که به‌کارگیری از آن مطلقاً حرام است، هزینه کنیم.

## پیشینه
به گفته گرت پورتر سابقه عدم تلافی از حملات شیمیایی عراق علیه ایران قویاً نشان می‌دهد که بیزاری رهبر ایران از تولید سلاح‌های شیمیایی و هسته‌ای ریشه‌ای عمیق و صادقانه دارد. به گفته او به نقل از محسن رفیق‌دوست خمینی در زمان جنگ ایران و عراق با وجود تلاش‌هایی که برای ساخت سلاح‌های شیمیایی و هسته‌ای استفاده از این سلاح‌ها را حرام اعلام کرد.
پیشینه صدور فتوای «منعِ ساخت و استفاده از سلاح‌های هسته‌ای» توسط رهبر جمهوری اسلامی ایران، سیدعلی خامنه‌ای به آبانِ سال ۱۳۸۲ برمی‌گردد که در آن زمان، رهبر ایران به‌کارگیری از سلاح‌های کشتار جمعی را حرام دانسته بود. وی تاکنون چندین بار به حُرمتِ به‌کارگیری تسلیحات هسته‌ای و سلاح‌های کشتار جمعی اشاره کرده‌است. وی در بهمنِ سال ۱۳۸۸ نیز بیان داشت: «ما اعتقاد به بمب اتم نداریم، به سلاح اتمی نداریم؛ دنبالش هم نخواهیم رفت. بر طبق مبانی اعتقادی ما، مبانی دینی ما، به کار بردن اینگونه وسائل کشتار جمعی اصلاً ممنوع است، حرام است؛ این، ضایع کردن حرث و نسل است که قرآن آن را ممنوع کرده؛ ما دنبال این نمی‌رویم…»

## متن فتوا
متن فتوای رهبر جمهوری اسلامی ایران دربارهٔ «حرمت ساخت و استفاده از سلاح کشتار جمعی» که به شکل سند رسمی سازمان ملل درآمده است، به شش زبان رسمی این سازمان شامل عربی، انگلیسی، روسی، فرانسوی، اسپانیولی و چینی) ترجمه و در دسترس ۱۹۲ کشور عضو سازمان ملل قرار خواهد گرفت. متن کاملِ این فتوا که در تاریخ ۲۸ فروردین ۱۳۸۹ در «نخستین کنفرانس بین‌المللی خلع سلاح هسته‌ای و عدم اشاعه» ارائه شده‌است، به شرح زیر می‌باشد:
«به اعتقاد ما افزون بر سلاح هسته‌ای، دیگر انواع سلاح‌های کشتار جمعی، نظیر سلاح شیمیایی و سلاح میکروبی نیز تهدیدی جدی علیه بشریت تلقی می‌شوند. ملت ایران که خود قربانی کاربرد سلاح شیمیایی است، بیش از دیگر ملت‌ها خطر تولید و انباشت این گونه سلاح‌ها را حس می‌کند و آماده است همهٔ امکانات خود را در مسیر مقابله با آن قرار دهد. ما کاربرد این سلاح‌ها را حرام، و تلاش برای مصونیت بخشیدن ابناء بشر از این بلای بزرگ را وظیفهٔ همگان می‌دانیم.»

## واکنش‌ها
صدور فتوای «منع (حرمت) تولید و استفاده از سلاح کشتار جمعی» از سوی سیدعلی خامنه‌ای با واکنش‌های داخلی و خارجی زیادی همراه بود، که از جمله آن:
- باراک اوباما، رئیس‌جمهور پیشین آمریکا: «اگر موضوع آن طور باشد که رهبر ایران گفت که تولید سلاح اتمی غیراسلامی است و ایران علاقه ای به تولید تسلیحات هسته ای ندارد، پس باید یک راه عملی قابل تأیید برای تضمین دادن به جامعه جهانی وجود داشته باشد، که ایران در پی (تولید سلاح هسته ای) نیست تا این مشکل حل شود.»[۲۳]
- جان کری، وزیر (پیشین) امور خارجه آمریکا: «من احترام زیادی برای یک فتوا قائل هستم. فتوا پیام مذهبی بسیار مهمی است. وقتی فتوایی داده می‌شود مردم آن را جدی می‌گیرند. هم چنان‌که ما هم آن را جدی می‌گیریم اگر چه این در جامعه ما فتوا مرسوم نیست. هنر اصلی تبدیل کردن پیام فتوا به یک درک حقوقی الزام‌آور و یک تعهد جهانی قابل قبول بین‌المللی است. بنابر این امیدوارم این عملی شود. من فکر می‌کنم این یک نقطه آغاز خوب است و من و رئیس‌جمهور اوباما هر دو از این که رهبر ایران چنین فتوایی صادر کرد، قویا استقبال می‌کنیم.»[۲۴]
- ابوالقاسم علیدوست رئیس انجمن فقه و حقوق اسلامی: فتوای سید علی خامنه‌ای پیرامون حرام بودن استفاده از سلاحهای هسته‌ای یک تاکتیک و موضع‌گیری سیاسی خارج از گستره شریعت نمی‌باشد، و این فتوا یک حکم شرعی و الهی است که از جنبه فقهی دارای لوازمی است.[۲۵]
- شینزو آبه نخست‌وزیر ژاپن: از اینکه رهبر جمهوری اسلامی ایران برای چندین بار فتوای حرام بودن سلاح کشتار جمعی را اعلام کرد، خوشحالم.[۲۶]
- مکارم شیرازی از مراجع تقلید شیعه بیان داشت که همانگونه رهبر جمهوری اسلامی ایران پیرو حرمت سلاح اتمی اشاره کرد من هم به عنوان مرجع تقلید، مسئله سلاح هسته‌ای را حرام می‌دانم.[۲۷]
- گرت پورتر پژوهشگر و روزنامه‌نگار آمریکایی فتوای رهبر ایران پیرو حرمت سلاح هسته‌ای را یک سند قانونی می‌نامد.[۲۸]
- به گزارش صدای آمریکا به نقل از نشریهٔ آمریکایی پلیتیکو: «فتوای رهبر جمهوری اسلامی ایران، آیت‌الله علی خامنه‌ای مبنی بر اینکه دستیابی به تسلیحات اتمی خلاف تعالیم اسلامی است مشوق باراک اوباما در انجام مذاکرات اتمی بود.»[۲۹]

## اتهام نقض فتوا
با اینکه فتوایی از خامنه‌ای در سال ۱۳۸۹ منتشر شد که او کاربرد سلاح هسته‌ای و انواع دیگر سلاح‌های کشتار جمعی همانند سلاح‌های شیمیایی و میکروبی را حرام می‌داند، بنیامین نتانیاهو نخست‌وزیر پیشین اسرائیل، در سال ۱۳۹۷ با نمایش سندهایی-که از انباری در تهران کشف شده بود-مدعی شد که حکومت جمهوری اسلامی در پی دستیابی به سلاح هسته‌ای است. همچنین سخنگوی وزارت خارجه ایالات متحده آمریکا گفت که فتوای خامنه‌ای، هرگز مبنای تصمیم‌گیری آمریکا برای جلوگیری از دسترسی ایران به سلاح هسته‌ای نبوده‌است.